# Tomanovské plesá
Tomanovské plesá (polsky Tomanowe Stawki) je soubor tří ledovcových jezer nacházejících se v Západních Tatrách v Tomanovské dolině. V blízkosti ples se nachází ještě několik menších Tomanovských ok.

## Plesa
| název                  | rozloha (ha) | délka (m) | šířka (m) | m.hl. (m) | objem (m³) | n.v. (m) | Souřadnice                       |
| ---------------------- | ------------ | --------- | --------- | --------- | ---------- | -------- | -------------------------------- |
| Malé Tomanovské pleso  | 0,0272       | 36        | 18        | 1         | 90         | 1 617    | 49°13′04″ s. š., 19°54′31″ v. d. |
| Nižné Tomanovské pleso | 0,0945       | 40        | 29        | 0,9       | 284        | 1 592    | 49°13′08″ s. š., 19°54′26″ v. d. |
| Vyšné Tomanovské pleso | 0,1925       | 62        | 41        | 1,7       | 1 234      | 1 597    | 49°13′03″ s. š., 19°54′37″ v. d. |
| Tomanovské oko/oká     | 0,0057       | 8         | 7         | —         | —          | 1 615    | 49°13′05″ s. š., 19°54′29″ v. d. |

## Přístup
Plesa stejně jako celá dolina nejsou veřejnosti přístupná.  Červená turistická značka vedoucí dolinou byla zrušená v roce 2008.